# Forsaljud
Forsaljud var ett 1975 bildat skivbolag som var verksamt i byn Forsa i Hudiksvalls kommun. Utgivningen var ursprungligen inriktad på folkmusik och visa, men man gav senare även ut skivor med punk- och rockband. 
Forsaljud var en ideell förening med målsättning att "stödja och utveckla de kulturyttringar som leder till gemenskap, aktivitet och självförverkligande". Verksamheten fanns i Forsa folkhögskolas gamla byggnad, där man hade även en inspelningsstudio, Forsa Studio. Skivbolagets första utgivning (1975) var med musikgruppen Berits Halsband och därefter följde utgivningar av inspelningar av bland annat Agö fyr, Stefan Daagarsson, John Eriksson & Sven Englund, Stefan Groth, Iggesundsgänget, Missbrukarna och Per Sonerud. Skivutgivningen upphörde 1986, då denna övertogs av Per Sonerud, som startade skivbolaget Start Klart i Hudiksvall.